# Freguesia da Sé

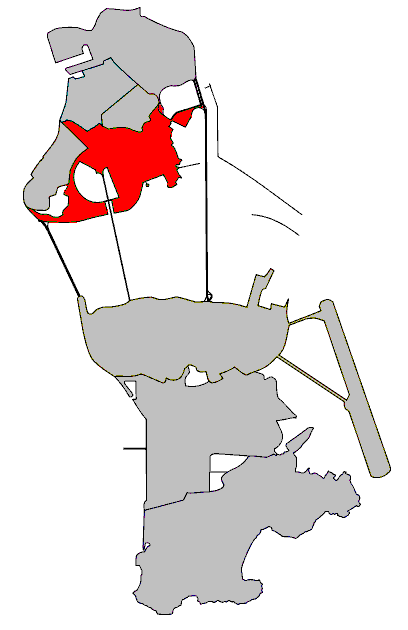
Localisation de la Freguesia da Sé.

La Freguesia da Sé (Macao) est l'une des sept Freguesias de Macao, située dans le sud-est de la péninsule de Macao. Elle n'a pas de pouvoirs administratifs, mais est reconnue par le gouvernement[Lequel ?] comme purement symbolique.
C'est la plus grande Freguesia de Macao, avec une superficie de 3,4 km2. Elle correspond à 36,56 % de la superficie de la péninsule (environ 9,3 km2). Il s'agit de la deuxième région la moins peuplée de la péninsule, puisque seuls 34 200 habitants y résident, et celle avec la plus faible densité de population avec seulement 11,4 habitants au kilomètre carré. Elle est bordée au sud par la Freguesia de São Lourenço, au nord par la Freguesia de Santo António ainsi que la Freguesia de São Lázaro.
C'est ici que se trouve le centre de Macao, la Place du sénat ainsi que le centre financier et commercial de Macao (notamment avec la banque de Macao, située près de la Place du sénat, à proximité de Praia Grande et de l'avenue Almeida Ribeiro).
Les restaurants et les hôtels de qualité, ainsi que les casinos sont situés principalement dans cette zone. Le terminal maritime et l'héliport de Macao - Hong Kong s'y trouvent également.

## Principaux bâtiments et rues de la Freguesia da Sé
- Cathédrale de la Sé de Macao
- Hôtel et Casino Grand Lisboa
- Casino Sands
- Siège de la Banque de Chine
- Alameda Doctor Carlos D'Assumpção
- Avenue Almeida Ribeiro
- Avenue Doctor Sun Yat Sen
- Avenue Doctor Stanley Ho
- Assemblée législative de Macao
- Tribunal
- Tour Macao
- Lacs de Nam Van
- Lacs de Sai Van
- Centre culturel de Macao avec le Musée d'Art de Macao
- Macao Science Center
- Docks des pêcheurs
- Terminal Maritime du Port Extérieur
- Place du Sénat de Macao et le Leal Senado
- Sainte maison de la Miséricorde
- Église de São Domingos
- Templo de Sam Kai Vun Kun
- Maison de Lou Kau